# Vargem Bonita (Santa Catarina)
Vargem Bonita is een gemeente in de Braziliaanse deelstaat Santa Catarina. De gemeente telt 4.279 inwoners (schatting 2009).

## Aangrenzende gemeenten
De gemeente grenst aan Água Doce, Catanduvas, Irani en Ponte Serrada.